# 루츠 록

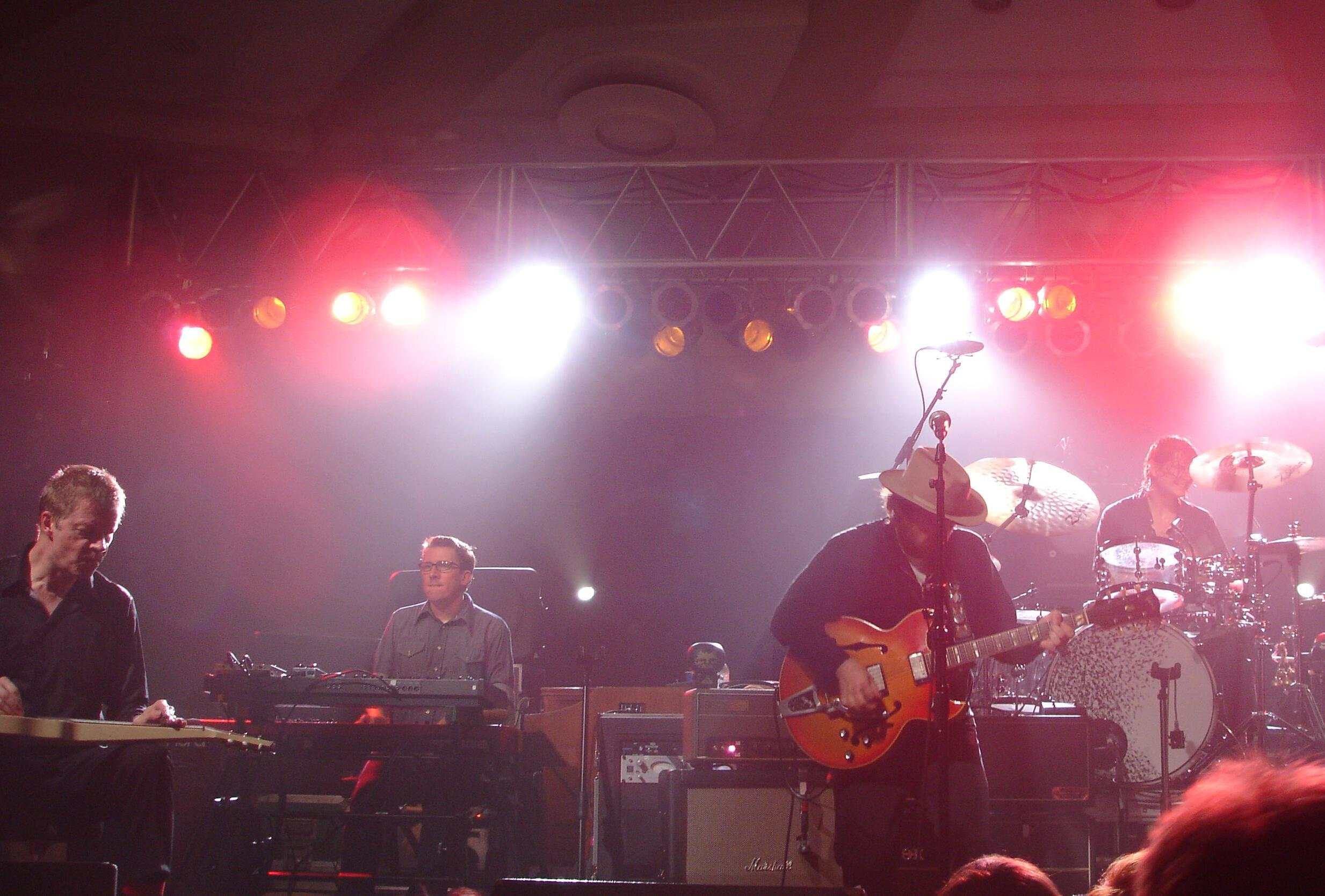

루츠 록(Roots rock)은 포크, 블루스, 컨트리 음악에 뿌리를 둔 록 음악의 장르이다. 1960년대 말에 컨트리 록, 서던 록이 결합한 록 음악의 하위 장르로 형성되었으며 아메리카나 음악과 포크송, 세계의 음악 양식이 결합한 것이 특징이다. 1980년대에는 펑크 록, 뉴웨이브 음악, 헤비 메탈 음악에 역행하는 록 음악의 장르로 부활했다.